# 勒庫鳥屬
勒庫鳥（學名：Lectavis）是一屬反鳥亞綱的鳥類。其化石是在阿根廷發現，屬於白堊紀晚期的馬斯垂克階。它其下只有L. bretincola一個物種。
勒庫鳥唯一已知的化石是大部份的左脛跗骨及跗蹠骨。L. bretincola的體型比較大，脛跗骨長16厘米，估計跗蹠骨長10厘米；估計它們就像放大了的杓鹬。最有趣的是它們擁有下跗骨，是從現今鳥類演化出來的獨有衍徵。這種結構是用來連接後十字韌帶，以阻止在行走時上肢及下肢的移位。所以，L. bretincola應該是較為陸生的物種。它們棲息在較多植被的近岸地區。它們可能是與涉禽平行演化。
勒庫鳥是較為進化的反鳥亞綱，是反鳥及鳥龍鳥的近親，但似乎較為接近其他真反鳥類。不過，準確的位置卻仍然不明。